# Lex Luthor
Alexander Joseph "Lex" Luthor és un personatge de ficció de còmic de l'Univers DC i apareix en els còmics de la sèrie Superman, publicats per l'editorial DC Comics. Quan, modernament, s'han adaptat els còmics a la televisió i al cinema, hi ha aparegut com a adolescent i com a adult. És un dels més malvats i perillosos enemics que té Superman. Va ser creat per Jerry Siegel i Joe Shuster, i la seva primera aparició en dibuix va ser a Action Comics núm. 23, publicat el 23 de febrer de 1940, amb data de portada abril de 1940.
Lex Luthor és un humà comú i corrent i no té superpoders naturals, però ocasionalment utilitza una armadura mecanitzada que li brinda més força, vol, armament avançat i altres capacitats. Tot i que Lex es representa principalment com un superdolent, també l'ha representat com un antiheroi i ha estat aliat de Superman i altres herois sempre que la situació ho exigia. La seva història ha estat diverses vegades canviada o revisada des de la seva creació i la seva actual origen canònic és el que es compta en la sèrie limitada de Mark Waid Superman: Birthright. Arran de la sèrie Crisi a les Terres Infinites, el personatge va ser reestructurat com un industrial maquiavèl·lic i criminal de coll blanc. En els darrers anys, diversos escriptors han tornat al Luthor científic boig de la dècada de 1940.
El personatge es va classificar en el quart lloc a la llista de Top 100 Comic Book Villains of All Time d'IGN i com el vuitè dolent més gran per Wizard a la seva llista dels 100 dolents més grans de tots els temps. Luthor és un dels pocs dolents que creuen gèneres les aventures dels quals tenen lloc "en un món en què les lleis ordinàries de la natura estan lleugerament suspeses".

## Biografia
Luthor, va viure la seva infantesa a Smallville, des de sempre ha sigut un científic brillant i un inventor autodidacte. Combina la mestria d'un gran manipulador amb una també gran habilitat en la lluita. Com a empresari ha creat LexCorp, empresa especialitzada en tecnologia innovadora.
És representat, en molts sentits, com el contrari de Superman: no té superpoders, no té identitat secreta, el seu poder es basa en els diners i la intel·ligència, és molt orgullós, i no té principis ètics. Luthor, fa servir la seva gran intel·ligència per posar a prova i provar de destruir Superman el qual al seu torn li desbarata els seus plans de dominar el món.

## En altres mitjans
Lyle Talbot, Gene Hackman, Kevin Spacey, Jesse Eisenberg i Nicholas Hoult han interpretat el personatge al cinema.
Scott James Wells, Sherman Howard, John Shea, Michael Rosenbaum, Jon Cryer, Titus Welliver i Michael Cudlitz han interpretat el personatge en sèries de televisió.
Diversos actors han proporcionat la veu de Luthor en adaptacions animades, inclosos Clancy Brown, Mark Rolston, James Marsters, Giancarlo Esposito i Marc Maron.